# شرايين مشطية ظهرانية
شرايين مشطية ظهرانية (بالإنجليزية: Dorsal metatarsal arteries)‏‏ هو شريان يتفرعُ من شريان القدم القوسي."VI. The Arteries. 6e. The Arteria Dorsalis Pedis. Gray, Henry. 1918. Anatomy of the Human Body". مؤرشف من الأصل في 2019-02-26. اطلع عليه بتاريخ 2015-05-05.